# Christian Ortiz
Christian Jonathan Ortiz (Rosario, 20 agosto 1992) è un calciatore argentino, attaccante dell'América-MG.

## Caratteristiche tecniche
È un'ala sinistra.

## Palmarès
- Campionato Pernambucano: 2

Sport Recife: 2024, 2025